# Łąka, Hạt Goleniów
Laka [ˈwɔnka] (Đức Lanke) là một ngôi làng ở quận hành chính của Gmina Stepnica, trong Goleniowski, Zachodniopomorskie, ở phía bắc miền tây Ba Lan. Nó nằm khoảng 11 kilômét (7 mi)   phía bắc Stepnica, 25 km (16 mi) về phía tây bắc của Goleniów và 38 km (24 mi) phía bắc thủ đô khu vực Szczecin. Ka được coi là một phần của làng Racimierz, tạo thành một giáo xứ riêng biệt. Nó nằm ở rìa của đồng bằng Goleniowska và Thung lũng Lower Oder.
Trước năm 1945, khu vực này là một phần của Đức. Sau Thế chiến II, người dân bản địa Đức bị trục xuất và thay thế bằng người Ba Lan. Đối với lịch sử của khu vực, xem Lịch sử của Pomerania.
Ngôi làng có dân số là 319 người.